# الحزب الوطني الحجازي
الحزب الوطني الحجازي، حزب سياسي تأسس في مدينة جدة الحجازية، عام 1924. وكانت تخوض حينها مملكة الحجاز حرباً مريرة مع جيش سلطنة نجد، واتخذ الحزب في 24 أكتوبر 1924 قراراً مصيرياً بإقالة ملك الحجاز الشريف حسين بن علي الهاشمي، ونفيه إلى قبرص، وتعيين ابنه علي بن حسين ملكاً على البلاد.

## المبادئ
حدد الحزب ثلاثة مبادئ كانت الهدف والغاية من تأسيسه:
- السعي بكل الوسائل لحفظ البلاد من الكارثة الساحقة المحدقة بها.
- السعي لجعل البلاد دستورية إسلامية سالمة من شوائب الدسائس والنفوذ الأجنبي.
- النزول على ما يرتئيه العالم الإسلامي لمصلحة البلاد والعباد وكيفية إدارة البلاد.[1]

## الحزب
هو حزب سياسيٍ بمملكة الحجاز قام في العهد الهاشمي، أصدر أشهر قراراته من مكة في 24 أكتوبر 1924، بعزل ملك الحجاز الشريف حسين بن علي الهاشمي إلى قبرص حقناً للدماء، وبالتالي مبايعة ابنه الأمير علي بن حسين ملكا على الحجاز، قبل أن يدعو فيما بعد إلى قيام مؤتمر إسلامي دستوري يحكم الحجاز. مثله عدد من الزعامات كمثل محمد الطويل الذي كان رئيساً للحزب، ومحمد طاهر الدباغ أمين عام الحزب، وعضويته كل من: قاسم زينل خازناً للحزب، وعبد الله علي رضا زينل، وصالح شطا، عبد الرؤوف الصبان وشرف بن راجح العوني، وسليمان أمان قابل، ومحمد نصيف، وسليمان أحمد أبوداود، ومحمد صالح باناجة، وأبو بكر باغفار، وحسن بقلين، وعثمان با عثمان، ومحمد صالح نصيف، ومحمود شلهوب، ومحمد كردي.
أصدر الحزب جريدة باسم «بريد الحجاز» صدر العدد الأول منها في 26 نوفمبر 1924 لتكون ناطقا بلسان الحزب، ومصدراً للأنباء في البلاد، وكان صاحبها ورئيس تحريرها هو محمد صالح نصيف ثم ومن بعد 9 أغسطس 1925 أصبح الطيب الساسي رئيساً لتحريرها. وكانت الجريدة تصدر مرتين في الأسبوع، وصدر منها 54 عدداً في السنة الأولى وعددين في السنة الثانية ثم انتهى أمرها بعد انضمام مملكة الحجاز لسلطنة نجد في عام 1926.

## أعماله
وزع الحزب على الأمة بعد تأسيسه نشرة جاء فيها: «إن المأزق الحرج الذي وقعت فيه البلاد دفع الأمة إلى التفكير فيما يجب عمله لدرء الخطر الداهم وأن تتولى أمر نفسها بنفسها وأن تسعى بكل الوسائل لحفظ البلاد والعباد ولأجل أن تكون الأعمال في يد قادة صالحين للعمل مفكرين فيما يجب عليهم نحو وطنهم المحبوب».
وفي يوم البيعة للملك علي بن حسين في 5 ربيع الأول 1343 هـ الموافق 24 أكتوبر 1924 أرسل الحزب الوطني إلى صحف مصر بياناً وقعه السيد محمد طاهر الدباغ سكرتيره وقد جاء فيه: «بما أن الشعب الحجازي بأجمعه الواقع الآن في الفوضى العامة من فناء الجيش المدافع وعجز الحكومة عن المحافظة على الأرواح والأموال وبما أن الحرمين الشريفين خاصة وعموم البلاد الحجازية عامة مستهدفة لخطر ماحق وبما أن الحجاز بلاد مقدسة يعني أمرها عموم المسلمين لذلك فإن الأمة قررت نهائياً وأجبرت الشريف حسيناً على التنازل عن عرشه ولينسحب إلى حيث يرغب من البلاد لإقامته. وبالنسبة لما يخشى حدوثه من الاضطرابات الداخلية وهياج الرأي العام فقد رأت الأمة أن تبايع صاحب الجلالة علياً الأول ملكاً دستورياً على الحجاز فقط على شرط أن ينزل على رأي الأمة الإسلامية في ما يؤول إليه صلاح هذا البلد الأمين وقد أرسلت الأمة خطاباً إلى الإمام ابن السعود للمفاوضة وأن الشعب الحجازي بعد هذا التبليغ والإجراء يلقي كل مسؤوليته على عاتق المسلمين إذا لم يسارعوا في إنقاذ البلاد بإيقاف جيوش الإمام ابن السعود لإتمام المفاوضة واتخاذ الإجراءات الفعالة لحفظ البلاد».